# Parc de la Fontaine aux Fées
Le Parc de la Fontaine aux Fées est une zone naturelle protégée de Talant, dans le département de la Côte-d'Or. Il domine le Lac Kir et est constitué de pelouses sèches et de landes à buis (ou buxaie) sur sols calcaires.

## Statut
Le site est une zone naturelle protégée, classée Zone naturelle d'intérêt écologique, faunistique et floristique de type I, sous le numéro régional n°10320000 et est protégé par un Arrêté préfectoral de protection de biotope 
en date du 23 décembre 1994.

## Géologie
Le Parc de la Fontaine aux Fées est composé d’une série de calcaires datant du Jurassique moyen (165 millions d’années), plus ou moins durs qui conditionnent l’installation de la végétation. Aux niveaux les plus bas, on trouve les calcaires les plus durs dont la pierre fut utilisée pour la construction de bâtiments.

## Loisirs
Un sentier découverte a été aménagé. Des installations sportives ont été construites à l'entrée du parc.

## Espèces remarquables protégées

### Batraciens
La source de la Fontaine aux Fées, abrite Alyte accoucheur, Salamandre et tritons.

### Oiseaux
Alouette lulu, Bruant jaune, Bruant zizi, Tarier pâtre.

### Flore
Violette des rochers, Inule des montagnes, Ophrys abeille, Hélianthème des Apennins

## Galerie

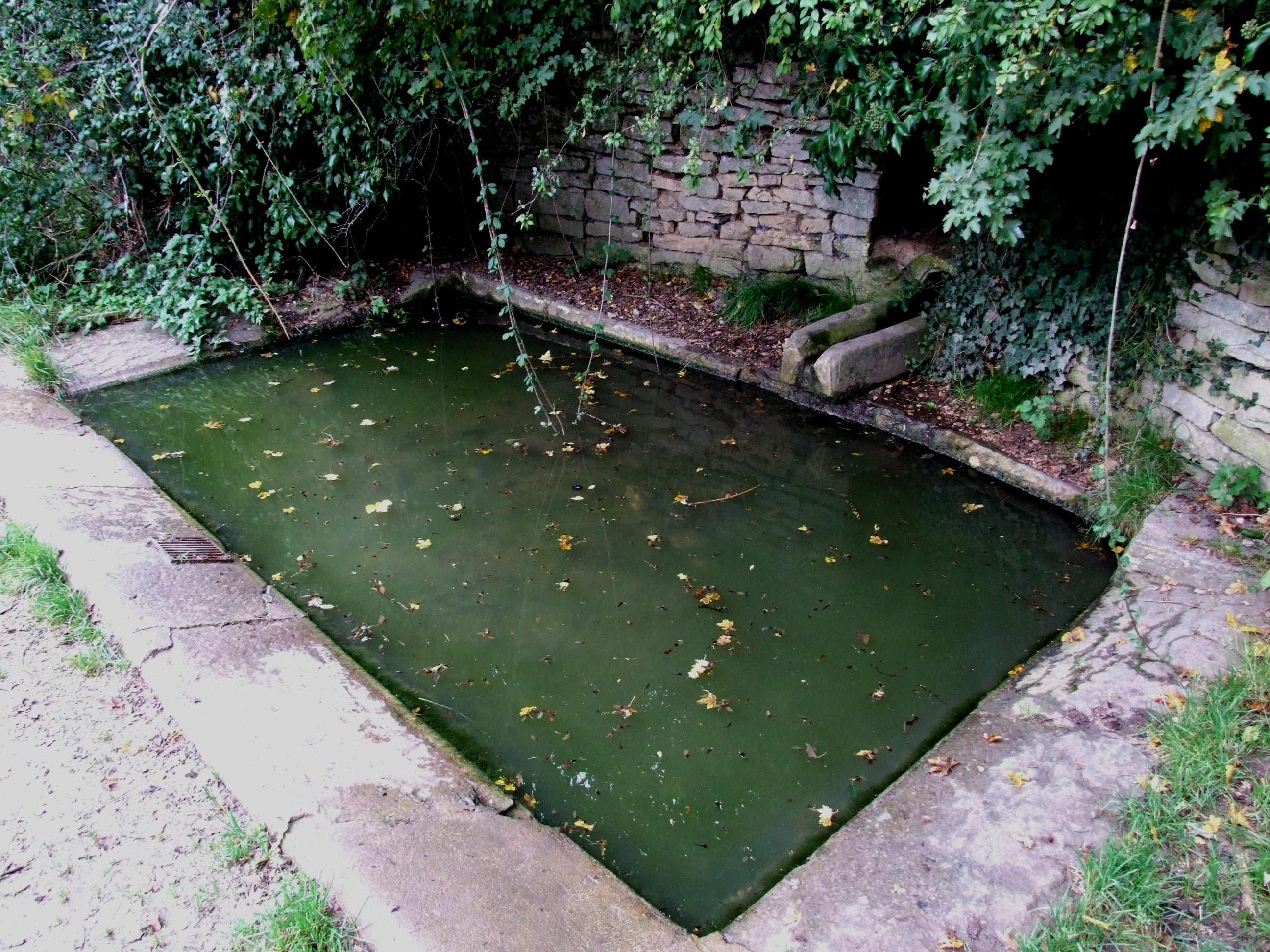
Source de la Fontaine aux Fées.
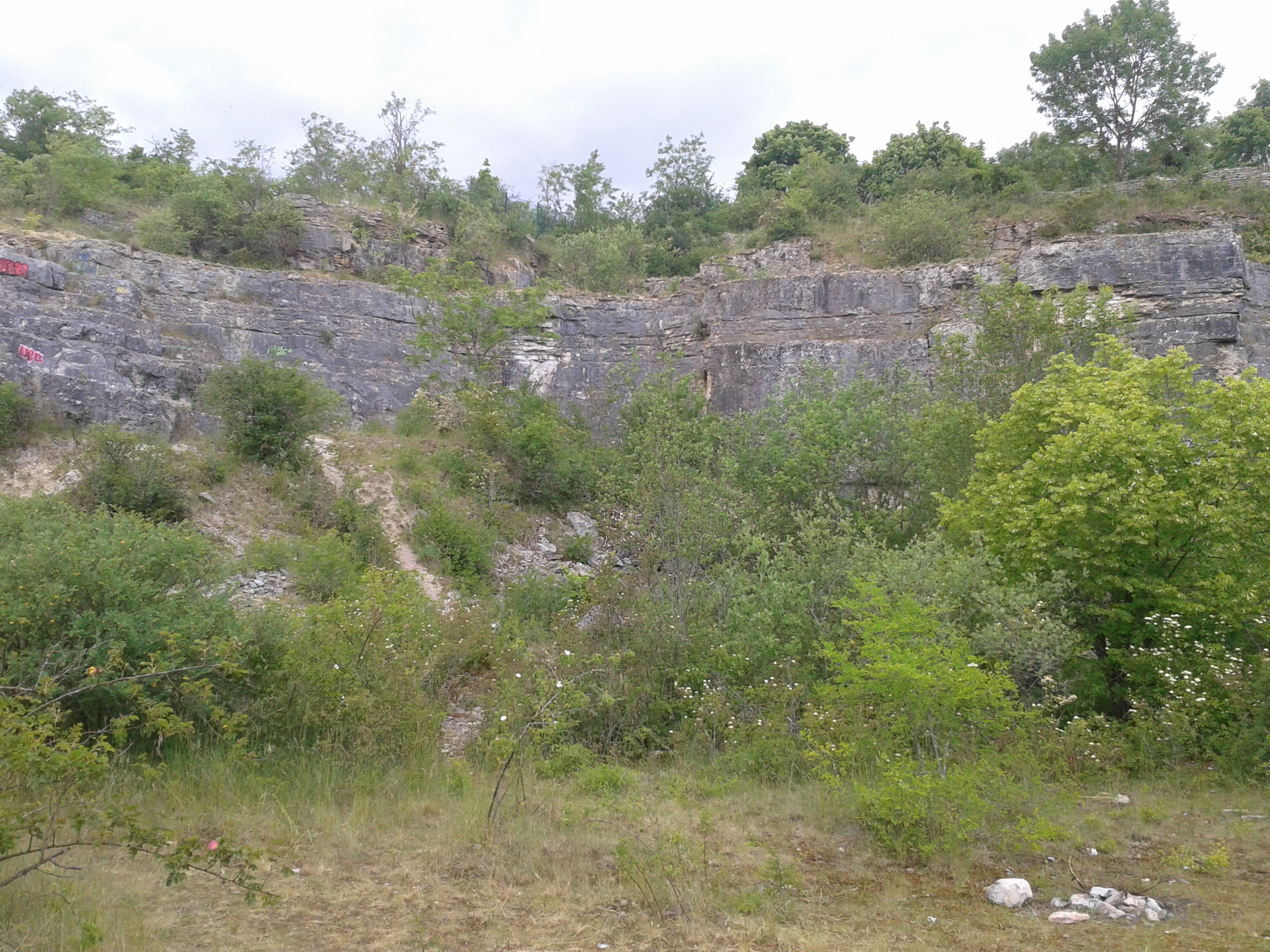
Carrière Razel, exploitée pour l'exploitation de calcaire.
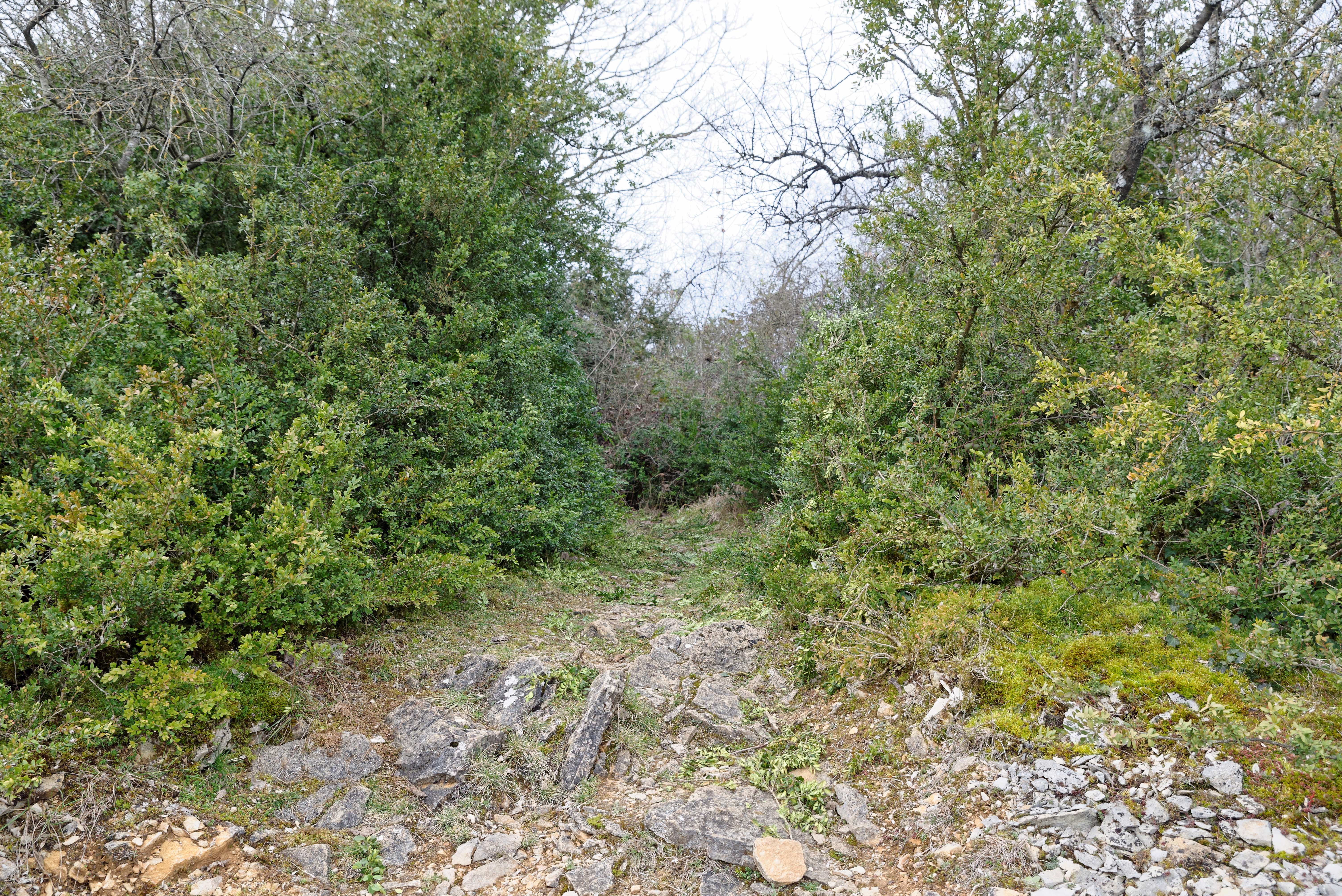
Chemin entre des buis
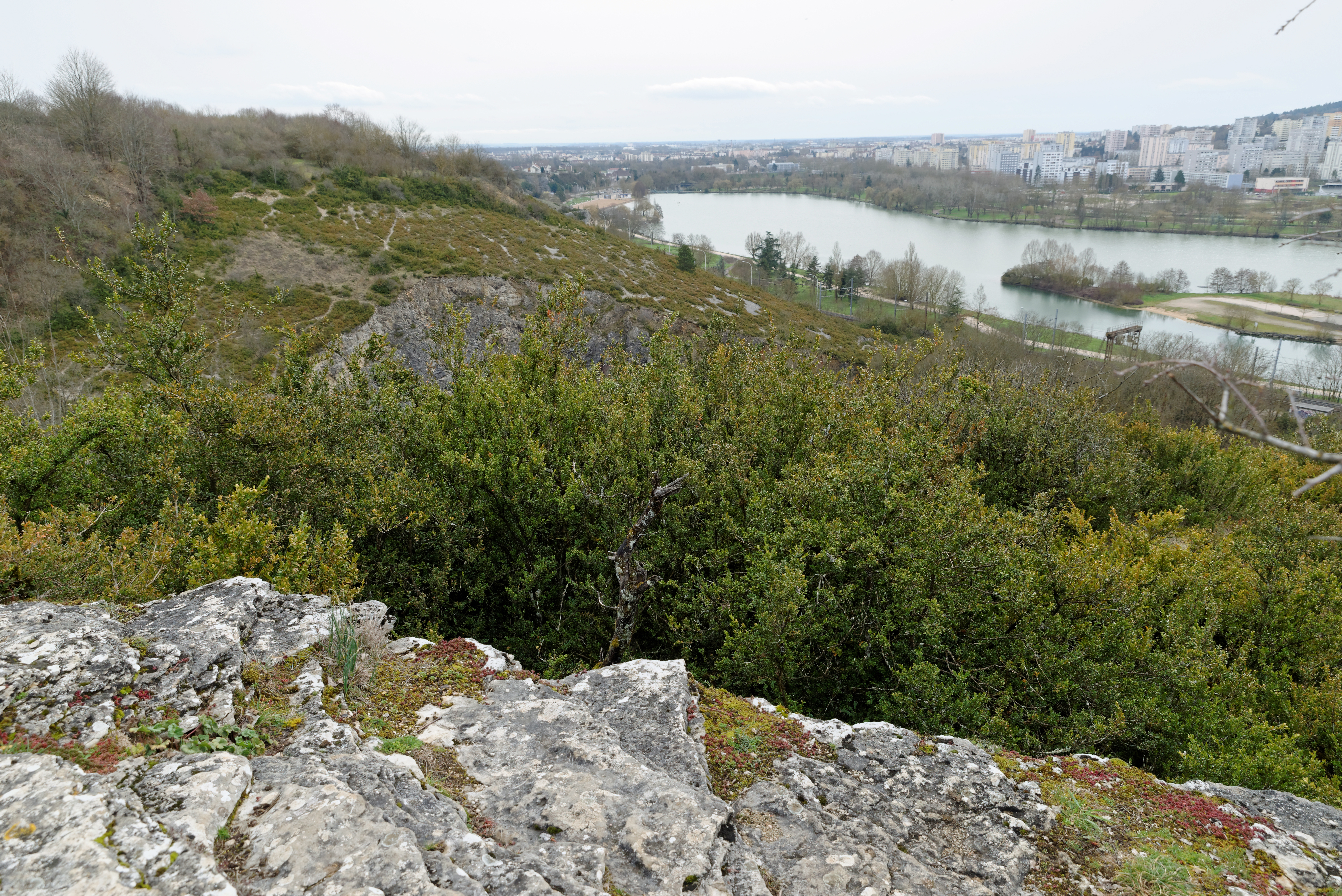
Vue sur une combe et le lac kir
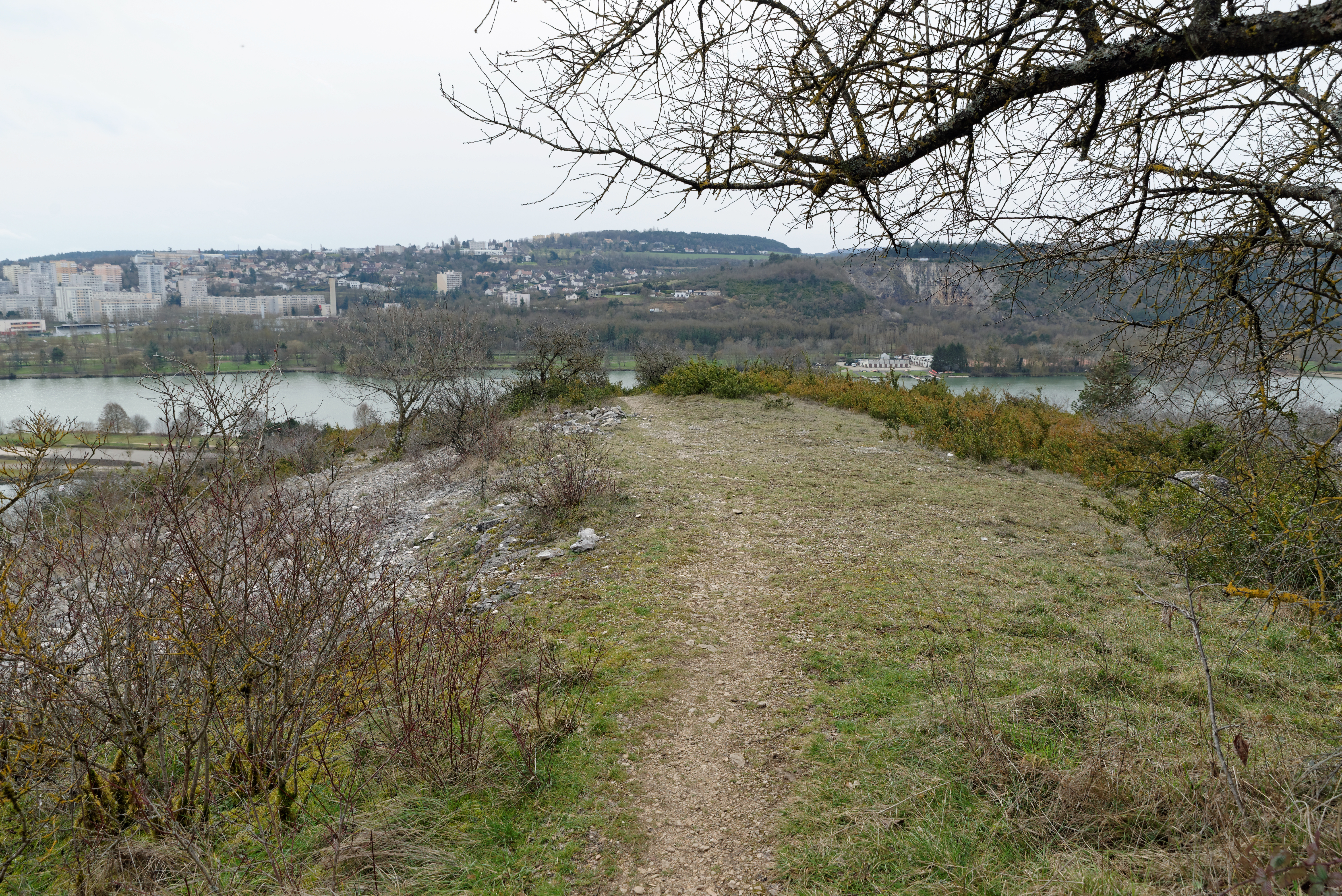
Chemin menant à la vue sur le lac Kir
Vue panoramique